# 新中小国信号場
新中小国信号場（しんなかおぐにしんごうじょう）は、青森県東津軽郡外ヶ浜町字蟹田小国にある、北海道旅客鉄道（JR北海道）北海道新幹線・海峡線および東日本旅客鉄道（JR東日本）津軽線の信号場である。本項目では、この信号場内扱いとなる、北海道新幹線・海峡線の共用区間始点大平分岐部（おおだいぶんきぶ）についても述べる。

## 概要
在来線としては中小国駅より大平駅方向に約2.3 km、大平駅から約1.3 kmの地点、新幹線としては新青森駅起点28.890 km・東京駅起点702.713 km地点にある信号場で、津軽線・海峡線・北海道新幹線の施設上の分界点・会社境界である。JR北海道が管轄・管理する停車場としては最南端に位置し、在来線としての所属線も開設以来津軽線ではなく海峡線となっている。
津軽線は当信号場を境に青森駅方が電化、三厩駅方が非電化となっているが、津軽線電化区間の大部分が交流20,000 V・50 Hzで電化されているのに対し、信号場構内の電化部分は北海道新幹線開業後、海峡線・北海道新幹線と同一の交流25,000 V・50 Hzで電化されている。
また、海峡線を走行する在来線列車は当信号場で信号・保安装置の切り替えを行う。
なお、JR東日本は津軽線の当信号場 - 三厩駅間を2027年4月1日に廃止する基本合意を沿線自治体と交わしており（「津軽線#存廃問題」も参照）、当信号場が津軽線の終点となる予定である。

## 歴史
- 1988年（昭和63年）3月13日：北海道旅客鉄道（JR北海道）海峡線（津軽海峡線）中小国駅 - 木古内駅間開業に伴い、施設上の分界点となる東日本旅客鉄道（JR東日本）津軽線の中小国駅 - 大平駅間に設置[1]。中小国駅 - 当信号場間は海峡線と津軽線の重複区間となり、当信号場がJR北海道・JR東日本の施設上の分界点・会社境界となる。
  - 電化（交流20,000 V・50 Hz）されている海峡線にあわせ、津軽線を含む青森駅 - 当信号場間が電化開業。
- 2016年（平成28年）
  - 3月22日：北海道新幹線の開業に伴う地上設備切り替えにより以下のとおり変更。
    - 当信号場青森方 - 海峡線・江差線（→道南いさりび鉄道線）木古内駅五稜郭方間について架線電圧を交流25,000 V・50 Hzに昇圧。
    - 海峡線の自動列車保安装置を北海道新幹線と同一のDS-ATCに変更。

  - 3月26日：北海道新幹線 新青森駅 - 新函館北斗駅間が開業し、新幹線の信号場として供用開始[4]。海峡線の当信号場 - 木古内駅間の82.1 km区間[5]が三線軌条（標準軌1,435 mm・狭軌1,067 mm）による新幹線・在来線の共用区間となる。
- 2022年（令和4年）8月3日：津軽線の線路設備が大雨により被災したため、津軽線の蟹田駅 - 三厩駅間の普通列車が運休。以降、当信号場を通過するのは貨物列車と臨時旅客列車のみとなった。

## 信号場構造

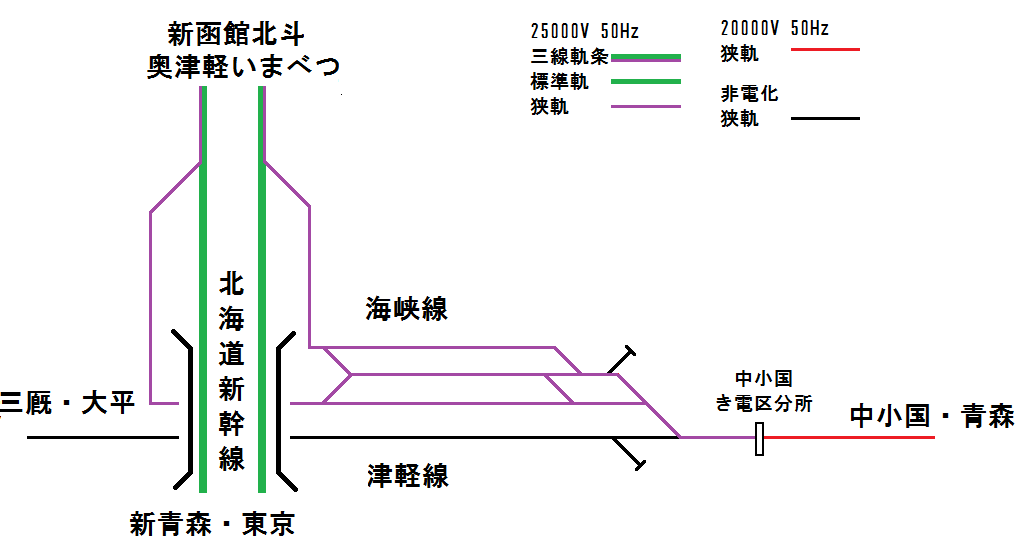
新中小国信号場構内配線図

### 在来線側

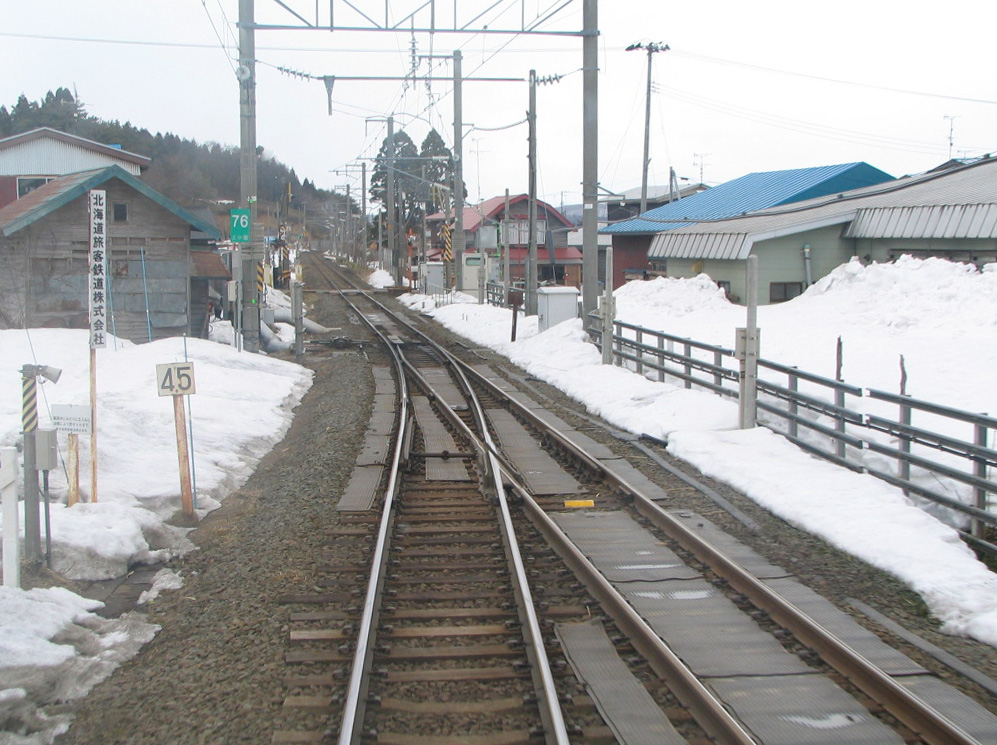
海峡線（中央）・津軽線（右）の合流と2社の分界点標識

在来線側は東西に構内が伸び、北側3線が海峡線（電化）、南側1線が津軽線（非電化）となる。また、海峡線では長大な貨物列車（コキ車20両編成）が運転されているため、構内有効長が非常に長い。
海峡線は上下線 + 中線（待避線）の「複線待避形」、かつ奥津軽いまべつ方が複線、中小国方が単線の「複線始終端形」という構造である。一方の津軽線側は大平方に分岐器は無く、中小国方で海峡線が単線に収束された後に津軽線へ合流するという、単純な「分岐形」の構造である。このため、津軽線の列車同士の交換・待避は不可能である。

### 新幹線側（大平分岐部）
海峡線は津軽線から分岐後、上下線が離れながら北へ進路を変え、南から来る北海道新幹線上下線の外側にアプローチし、大平トンネル新青森方坑口内にある大平分岐部（新青森起点29.404 km）で合流する。なお、新幹線としての信号場の停車場中心は先述のように分岐部より新青森寄りの新青森駅起点28.890 kmとされている。
大平分岐部 - 木古内分岐部（木古内駅構内扱い、新青森起点111.445 km地点）間の82.041 km区間は三線軌条（標準軌1,435 mm・狭軌1,067 mm）による新幹線・在来線の共用走行区間となっている。このため北海道新幹線列車は当信号場から木古内駅まで、青函トンネル内を除いた最高速度が140 km/h（青函トンネル内は通常時160 km/h、高速運転実施時260 km/h）に制限されている。

## 信号場周辺
- 青森県道12号鰺ケ沢蟹田線
- 津軽線大平駅…大平分岐部に至近
- 上小国会館…津軽線との分岐部に隣接（外ヶ浜町循環バスの停留所がある）

## 隣の施設
北海道旅客鉄道（JR北海道）
 北海道新幹線
新青森駅 - （新中小国信号場（大平分岐部）） - 奥津軽いまべつ駅
海峡線（定期旅客列車の運行は無し）
蟹田駅 - 中小国駅 - （新中小国信号場） - （大平分岐部） - （奥津軽いまべつ駅）
東日本旅客鉄道（JR東日本）
■津軽線
中小国駅 -（新中小国信号場） - 大平駅